# Marek Rodák
Marek Rodák (Košice, 13 de diciembre de 1996) es un futbolista eslovaco que juega en la demarcación de portero para el Al-Ettifaq Club de la Liga Profesional Saudí.

## Selección nacional
Tras jugar con la selección de fútbol sub-17 de Eslovaquia, la sub-19 y la sub-21, finalmente hizo su debut con la selección absoluta el 7 de septiembre de 2020 en un encuentro de la Liga de Naciones de la UEFA contra Israel que finalizó con un resultado de empate a uno tras el gol de Michal Ďuriš para Eslovaquia, y de Ilay Elmkies para Israel.

### Participaciones en Eurocopas
| Copa          | Sede     | Resultado        | Partidos | Goles |
| ------------- | -------- | ---------------- | -------- | ----- |
| Eurocopa 2020 | Europa   | Primera fase     | 0        | 0     |
| Eurocopa 2024 | Alemania | Octavos de final | 0        | 0     |

## Clubes
| Club                              | País           | Año       | Partidos | Goles |
| --------------------------------- | -------------- | --------- | -------- | ----- |
| Farnborough F. C. (cedido)        | Inglaterra     | 2014-2015 | 6        | 0     |
| Welling United F. C. (cedido)     | Inglaterra     | 2015-2016 | 18       | 0     |
| Accrington Stanley F. C. (cedido) | Inglaterra     | 2017      | 21       | 0     |
| Fulham F. C.                      | Inglaterra     | 2017      | 1        | 0     |
| Rotherham United F. C. (cedido)   | Inglaterra     | 2017-2019 | 81       | 0     |
| Fulham F. C.                      | Inglaterra     | 2019-2024 | 92       | 0     |
| Al-Ettifaq Club                   | Arabia Saudita | 2024-     | 36       | 0     |

## Palmarés

### Campeonatos nacionales
| Título           | Club         | País       | Año  |
| ---------------- | ------------ | ---------- | ---- |
| EFL Championship | Fulham F. C. | Inglaterra | 2022 |